# Ohm & Häner
Die Ohm & Häner Metallwerk GmbH & Co. KG (Eigenschreibweise OHM&HÄNER) ist eine 1961 von Paul Ohm und Alois Häner gegründete Gießerei für Nichteisenmetalle mit Sitz in Olpe-Dahl/Friedrichsthal in Nordrhein-Westfalen. Das inhabergeführte mittelständische Unternehmen produziert in zwei Werken Werkstücke aus Kupfer- und Aluminiumgusslegierungen für den Maschinen- und Gerätebau sowie für die Automobilindustrie. Einzelne Anlagen wurden u. a. vom Umweltbundesamt gefördert und waren bei Inbetriebnahme weltweit einzigartige Pilotprojekte.

## Geschichte
1961 gründeten der Formermeister Paul Ohm und der Dreher Alois Häner im Olper Stadtteil Friedrichsthal Ohm & Häner als Unternehmen zur Herstellung von einbaufertigen Gussteilen. Anfangs eine Art Garagenfirma mit zehn Mitarbeitern wuchs die Belegschaft bis Ende der 1970er Jahre auf 39. Die größte Entwicklung gab es ab 1980 mit 345 % Umsatzsteigerung in zehn Jahren. In dieser Zeit wurde das Werk mehrfach ausgebaut und erweitert.
Zur Herstellung von Fertigteilen zum sofortigen Einbau verfügte Ohm & Häner von Beginn an über einen an die Gießerei angeschlossenen mechanischen Fertigungsbereich, anfangs noch mit einfachen, später mit programmgesteuerten Dreh- und Fräsmaschinen. 1985 kamen größere CNC-gesteuerte Fahrständermaschinen hinzu.
2005 wurde die spanende Endbearbeitung durch eine zusätzliche Halle mit neutraler Energiebilanz erweitert. Geheizt wurde mit Abwärme aus der Gießerei und bei Bedarf aus 18 jeweils 100 m tiefen Erdsondenbohrungen mittels Kühlaggregaten abgekühlt. Hier kamen Fräs-Drehzentren wie z. b. das DMC 125 FD in Duoblock-Bauweise zum Einsatz.
Ab 2007 entwickelte Ohm & Häner im Rahmen der weiteren Expansion Pläne für eine zusätzliche Sandgießerei. Ein neuer Standort in Drolshagen war notwendig geworden, weil der für eine Erweiterung des Stammwerkes erforderliche Bebauungsplan Friedrichsthal Siege-Weiste der Stadt Olpe wegen immissionstechnischer Probleme und einer Normenkontrollklage vor dem Oberverwaltungsgericht verworfen wurde. Das mit einer Gussglasfassade versehene Werksgebäude wurde von Ehrengruber Architekten aus Olpe geplant und in 40 Wochen auf einem 70.000 m² großen Grundstück im Gewerbegebiet Buchholz errichtet. Das Werk war bei Produktionsbeginn am 10. September 2008 eine der modernsten Aluminiumgießereien in Europa.
2010 bewilligte die AiF Projekt GmbH in Berlin im Rahmen des Zentralen Innovationsprogrammes Mittelstand (ZIM) die Förderung eines bilateralen Forschungsprojektes mit der Bergakademie Freiberg, der Universität Siegen sowie der Heinrich Wagner Sinto Maschinenfabrik GmbH mit einem Projektvolumen von einer Million Euro. Ziel des Projektes Optimierung gießereitechnischer Fertigungsprozesse durch Anwendung wissensbasierter Regelkreise auf Basis von Echtzeit-Prozessdaten war es, durch die Einbindung neuester Sensor- und Kameratechnik in die HWS-Formanlage im Werk Drolshagen die Qualität von Grünsandformen unmittelbar während des Formprozesses kontinuierlich auszuwerten. Auf dieser Basis wurde ein innovatives Regelungssystem aufgebaut, das zur Optimierung der Produktion von Gussteilen führte. Erste Ergebnisse wurden im Rahmen der Gießereifachmesse GIFA im Juni 2011 in Düsseldorf vorgestellt.
Auch auf Basis dieser Forschungsergebnisse entwickelte Ohm & Häner ab 2012 mit Förderung durch das Umweltbundesamt eine neuartige Sandaufbereitung, die eine vollständige Trennung von Formstoff und Fremdstoffen in der Aluminium-Sandgießerei ermöglichte und dadurch den Einsatz von Neusand und Bentonit sowie das Abfallaufkommen in Form von Gießerei-Altsand reduzierte. Wesentlicher Bestandteil der Anlage ist ein optischer Scanner, wie er ursprünglich für Recycling-Aufgaben entwickelt wurde. Er erkennt die im Formstoff verbliebenen Verunreinigungen und sortiert sie nahezu rückstandsfrei aus. Die von der Firma Eirich in Hardheim gebaute Pilotanlage war zum Zeitpunkt der Projektumsetzung weltweit einzigartig.

Am 29. September 2011 erfolgte der Aufstellungsbeschluss gem. § 2 BauGB zum Bebauungsplan Nr. 110 Sondergebiet Metallwerk Friedrichsthal-Im Grüntal durch die Stadt Olpe. Vorrangiges städtebauliches Ziel war es, 

„den Standort des Metallwerkes Ohm & Häner planerisch abzusichern und eine mit dem immissionsschutzrechtlichen Schutzanspruch der umgebenden Wohnbebauung zu vereinbarende Erweiterung zu ermöglichen.“

 Zur Umsetzung wurde mit Ohm & Häner ein städtebaulicher Vertrag geschlossen, in dem sich das Unternehmen zu verschiedenen Maßnahmen wie beispielsweise die Errichtung eines Lärmschutzwalls und verbindliche Ruhezeiten verpflichtete. Nach frühzeitiger Beteiligung der Öffentlichkeit in einer Bürgerversammlung am 24. November 2011 erfolgte vom 30. November 2015 bis zum 8. Januar 2016 die öffentliche Auslegung. Das Plangebiet umfasst 10,7 Hektar und soll nach Plänen von Ohm & Häner für den Bau einer neuen Gießerei mit Nebenanlagen sowie eines weiteren 9000 m² großen Betriebsgebäudes für die mechanische Bearbeitung genutzt werden.

## Bedeutung für die Branche
Ohm & Häner betrieb ab 2008 die modernste Sandgießerei in Europa. Die Ergebnisse des bilateralen Forschungsprojektes zu Complex Event Processing (CEP) Systemen, die auch in praxisorientierte Studien- und Diplomarbeiten Eingang gefunden haben, wurden von der Universität Siegen regelmäßig auch im internationalen Rahmen veröffentlicht. 2010 erhielt man hierzu auf der eKNOW (Second International Conference on Information, Process and Knowledge Management St. Maarten, Niederl. Antillen) den Best Paper Award sowie 2014 den Preis der IHK-Siegen. Zu dieser Zeit gab es weltweit zwölf Lehrstühle, die sich mit diesem Thema beschäftigten. Das Unternehmen war weltweit eines der ersten und die einzige Gießerei, die solche Systeme in ihrer Produktion nutzten. Im 2014 erschienenen Buch The Concept of a Real-Time Enterprise in Manufacturing werden die bei Ohm & Häner entwickelten und eingesetzten CEP und Auto-EDA (Event Driven Architecture) Systeme beschrieben.
Die 2012 von Ohm & Häner entwickelte MikroSort Sandaufbereitung gilt als Erfolgsgeschichte im Umweltinnovationsprogramm und war weltweit einzigartig. Aufgrund dieser Innovationen gilt Ohm & Häner als Vorzeigebetrieb.
Dr. Ludger Ohm war von 2012 bis 2013 Vizepräsident des Branchenverbandes Verein Deutscher Giessereifachleute e. V. (VDG).

## Anlagen
- HWS-Formanlage Werk I: Automatische Formanlage mit Kastengröße 805 × 725 × 300 mm, Gussteilgewichte von 0,8 bis 100 kg / Stück. Anlagenleistung bis 80 Formen pro Stunde.
- HWS-Formanlage Werk II: Vollautomatische Formanlage mit Kastengröße 700 × 630 mm, Gussteilgewichte von 0,5 bis 60 kg / Stück. Anlagenleistung bis 250 Formen pro Stunde.
- Maschinenformguss mit 6 Rüttel-Press Formmaschinen bis 1.500 × 800 mm bzw. quadratischer Querschnitt 950 mm Kastengröße.
- Kaltharzhandformerei: Einzelstückfertigung mit Kastengröße 400 × 400 mm bis 1.500 × 4.000 mm für Aluminiumgussteile bis 2 to Stückgewicht.
- Kokillengießerei: 20 Vertikal-, Horizontal- und Kippgießmaschinen. Werkzeugaufspannfläche 500 × 300 mm bis 1.200 × 1.200 mm. Stückgewichte von 0,01 bis zu 60 kg.
- MikroSort-Sandaufbereitungsanlage
- Endbearbeitung

## Struktur
- Ohm und Häner Beteiligungs- und Verwaltungs-Gesellschaft mbH, Olpe
  - Ohm & Häner Metallwerk GmbH & Co. KG, Olpe
    - OHM & HÄNER METALLWERK I, Olpe 
    - OHM & HÄNER METALLWERK II, Drolshagen